# Carlo Giuseppe Testore

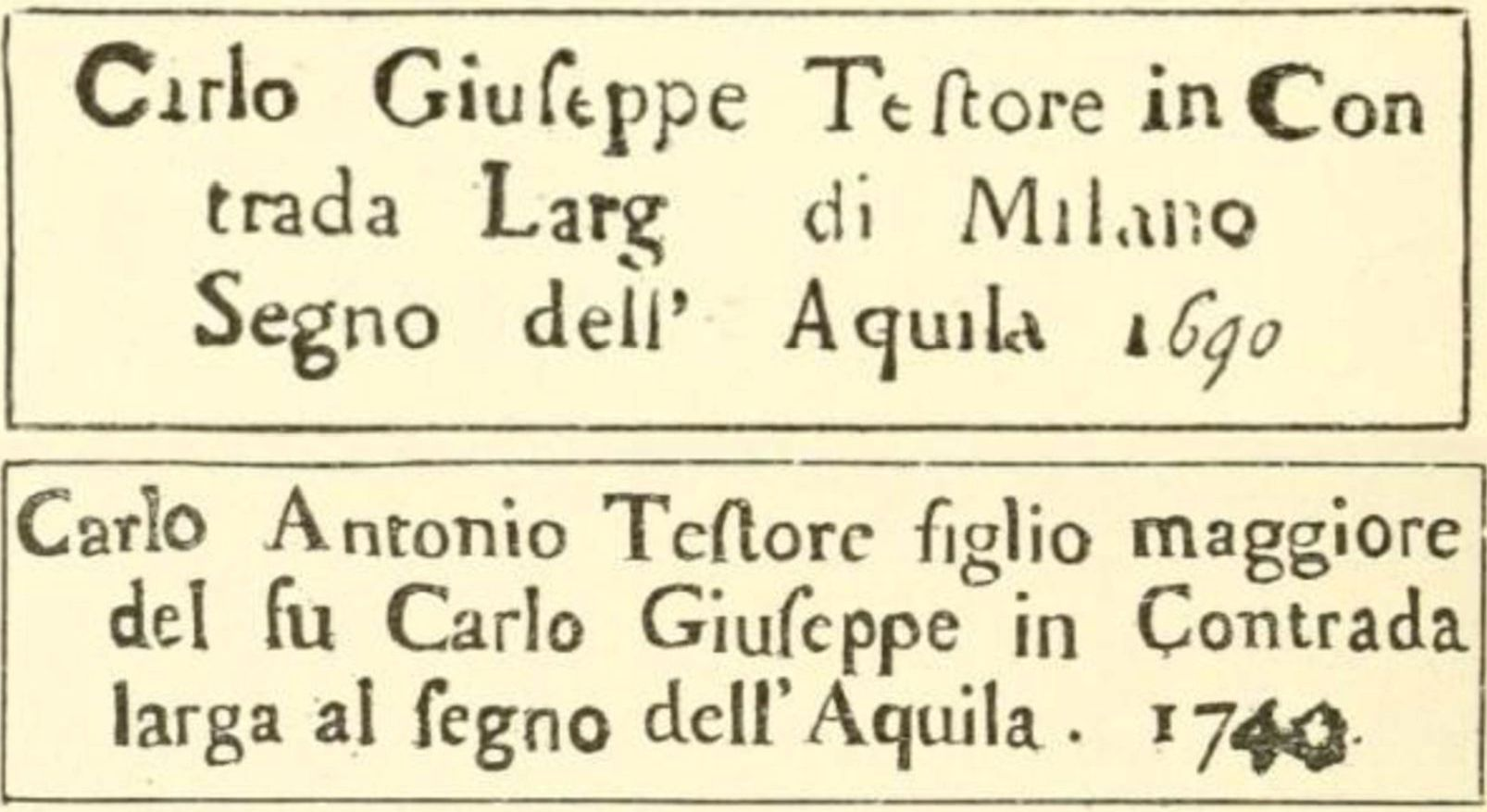
Geigenzettel von Carlo Giuseppe Testore und Carlo Antonio Testore

Carlo Giuseppe Testore (* ca. 1660 in Novara; † nach 1737 in Mailand) war ein italienischer Geigenbauer.

## Leben und Wirken

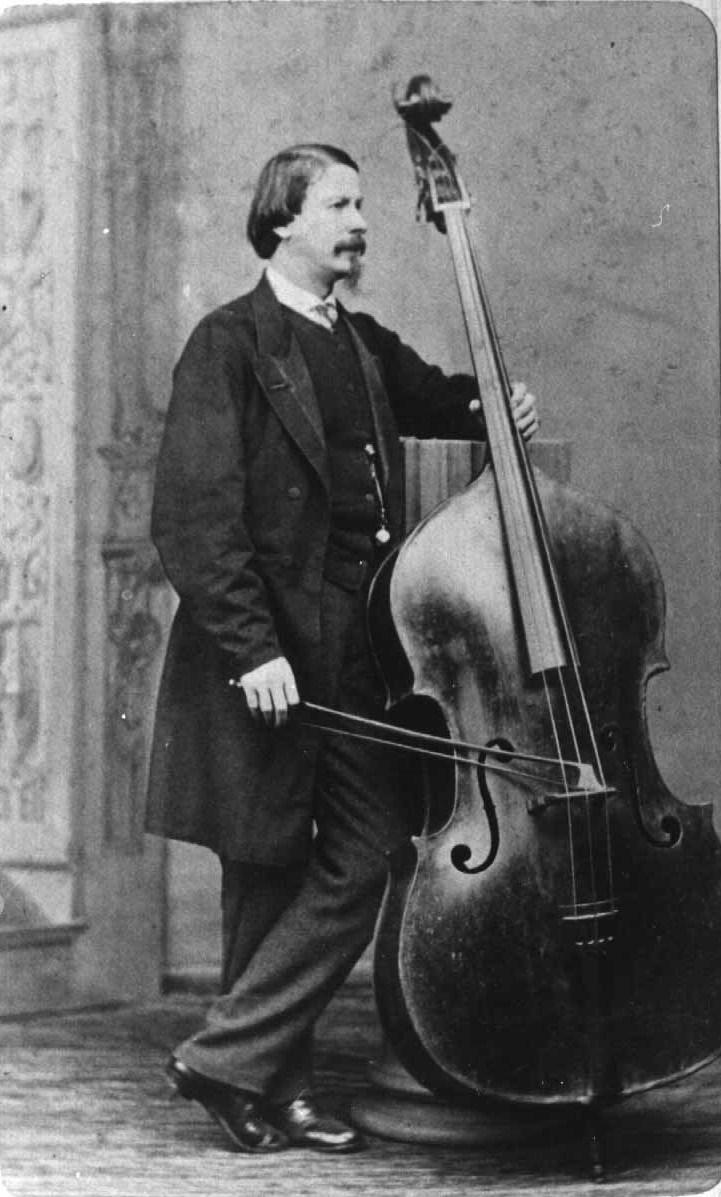
Giovanni Bottesini mit einem Testore-Bass von 1716

Carlo Giuseppe Testore gilt als der Stammvater und bedeutendster Vertreter einer der führenden italienischen Geigenbauerfamilien des 17. und 18. Jahrhunderts. Er ließ sich 1687 in Mailand nieder, heiratete 1689 und war Schüler von Giovanni Batista Grancino, dessen Werk er fortführte. Speziell für seinen Lehrmeister hat er 1693 noch eine fünfsaitige Violine gefertigt. Die Instrumente der Geigenbauerfamilie Testore nahmen sich überwiegend die Streichinstrumente von Amati, aber auch jene von Stradivari und Guarneri zum Vorbild. Sie werden heute hoch geschätzt und gehandelt, ohne allerdings das Spitzenniveau der Meisterinstrumente aus Cremona (Amati, Guarneri und Stradivari) zu erreichen.
Weitere bekannte Geigenbauer dieser Familie sind vor allem:
- Carlo Giuseppes ältester Sohn: Carlo Antonio Testore (ca. 1690–1765). Auch er gilt als bedeutender Geigenbauer. Im Alter arbeitet er gemeinsam mit seinem Sohn Giovanni Testore (1724–1765). Er wohnte in der Contrada Larga und hatte – wie sein Vater – ein Ladenschild: Zum Adler, weshalb er auch auf Geigenzetteln – vor allem aber beim Brandstempel – einen Adler verwendete.[3]
- Nicht ganz so bedeutend wird der jüngere Sohn von Carlo Giuseppe: Paolo Antonio Testore (ca. 1700–1767) eingeschätzt. Dieser arbeitete zunächst mit seinem älteren Bruder Carlo Antonio zusammen, spezialisierte sich dann aber auf den Bau von Lauten und Gitarren.[3] Auch dessen Sohn Gennario Testore wird als Geigenbauer nicht ganz so hoch bewertet. Beide sparten oft bei der Holzqualität und verzichteten häufig auf das Einfügen der Einlagen am Boden,[3] die sie durch schwarze Linien vortäuschten, was aber den Klang nur geringfügig beeinflusste.

Instrumente der Familie Testore wurden oder werden gespielt u. a. von: Paolo Andreoli, Yuri Abramovich Bashmet, Lara Boschkor, Giovanni Bottesini, Martin Collin, Julia Fischer, Amanda Forsyth, Justus Grimm, Sara Kim, Maria Kouznetsova, Vera Laporeva, Tatjana Masurenko, Raimar Orlovsky, Franziska Pietsch.